# Левківська сільська рада (Погребищенський район)
Ле́вківська сільська́ ра́да — адміністративно-територіальна одиниця та орган місцевого самоврядування в Погребищенському районі Вінницької області. Адміністративний центр — село Левківка.

## Загальні відомості
- Територія ради: 0,304 км²
- Населення ради: 851 особа (станом на 2001 рік)

## Населені пункти
Сільській раді підпорядковані населені пункти:
- с. Левківка
- с. Ординці

## Склад ради
Рада складалася з 14 депутатів та голови.
- Голова ради: Крулько Іван Васильович
- Секретар ради: Мельник Наталія Василівна

### Керівний склад попередніх скликань
| Прізвище, ім'я, по батькові   | Основні відомості                                                         | Дата обрання | Дата звільнення |
| ----------------------------- | ------------------------------------------------------------------------- | ------------ | --------------- |
| Миколюк Надія Петрівна        | Сільський голова, 1954 року народження, позапартійна                      | 26.03.2006   | 20.01.2009      |
| Штегрин Людмила Станіславівна | Сільський голова, 1959 року народження, член партії Єдиний Центр          | 24.05.2009   | 31.10.2010      |
| Крулько Іван Васильович       | Сільський голова, 1952 року народження, освіта вища, член Народної партії | 31.10.2010   |                 |

Примітка: таблиця складена за даними сайту Верховної Ради України

### Депутати
За результатами місцевих виборів 2010 року депутатами ради стали:

#### За суб'єктами висування
| Суб'єкт висування | Кількість обраних депутатів | %    |
| ----------------- | --------------------------- | ---- |
| Партія регіонів   | 7                           | 50   |
| Самовисування     | 6                           | 42,9 |
| Народна партія    | 1                           | 7,1  |

#### За округами
| № округу        | Прізвище, ім'я, по батькові  | Дата визнання обраним | Освіта             | Партійна приналежність | Відомості про обраного депутата                          |
| --------------- | ---------------------------- | --------------------- | ------------------ | ---------------------- | -------------------------------------------------------- |
| Народна Партія  |                              |                       |                    |                        |                                                          |
| 1               | Мельник Наталія Василівна    | 02.11.2010            | незакінчена вища   | член Народної партії   | Левківська сільська рада, секретар                       |
| Партія регіонів |                              |                       |                    |                        |                                                          |
| 2               | Настюк Галина Антонівна      | 02.11.2010            | вища               | позапартійна           | СТОВ « Левківське», економіст                            |
| 5               | Ткачук Любов Віталіївна      | 02.11.2010            | вища               | позапартійна           | фельдшерсько-акушерський пункт с."Левківка", завідувачка |
| 6               | Турбаніст Анатолій Іванович  | 02.11.2010            | середня            | позапартійний          |                                                          |
| 9               | Гаврилюк Надія Володимирівна | 02.11.2010            | вища               | позапартійна           | ТОВ «Союз-Агро-Пром», бухгалтер                          |
| 11              | Нижник Микола Миколайович    | 02.11.2010            | середня спеціальна | позапартійний          | ТОВ «Союз-Агро-Пром», бригадир тракторної бригади        |
| 13              | Даниленко Тетяна Василівна   | 02.11.2010            | середня спеціальна | позапартійна           | Ординецька загальноосвітня школа, завгосп                |
| 14              | Пастух Микола Іванович       | 02.11.2010            | середня спеціальна | позапартійний          | ТОВ «Союз-Агро-Пром» с. Ординці, електрик                |
| Самовисування   |                              |                       |                    |                        |                                                          |
| 3               | Швець Сергій Петрович        | 02.11.2010            | вища               | позапартійний          | СТОВ «Левківське», головний економіст                    |
| 4               | Дончук Галина Миколаївна     | 02.11.2010            | вища               | позапартійна           | СТОВ «Левківське», головний бухгалтер                    |
| 7               | Козка Галина Володимирівна   | 02.11.2010            | середня            | позапартійна           | фельдшерсько-акушерський пункт с. Ординці, медсестра     |
| 8               | Савчук Любов Василівна       | 02.11.2010            | вища               | позапартійна           | ТОВ «Союз-Агро-Пром», завідувачка ферми                  |
| 10              | Костюк Микола Миколайович    | 02.11.2010            | середня            | член Партії регіонів   | ВАТ «Укртелеком», електромонтер                          |
| 12              | Юхименко Леся Дмитрівна      | 02.11.2010            | вища               | позапартійна           | фельдшерсько-акушерський пункт с. Ординці, завідувачка   |